# Wiktor Triegubow
Wiktor Nikołajewicz Triegubow (ros. Виктор Николаевич Трегубов; ur. 13 kwietnia 1965 w Szachtach) – rosyjski sztangista, wcześniej reprezentujący ZSRR i Wspólnotę Niepodległych Państw.

## Kariera sportowa
Na Igrzyskach Olimpijskich w Barcelonie w 1992 zdobył złoty medal. W 1993 został mistrzem, a w 1994 wicemistrzem świata. Do jego osiągnięć należą również dwa medale mistrzostw Europy: brązowy (1987) i srebrny (1991). Ustanowił 2 rekordy świata.